# Endemichthys likhoeli
Endemichthys likhoeli è un pesce osseo estinto, appartenente ai redfieldiiformi. Visse nel Triassico superiore (circa 210 milioni di anni fa) e i suoi resti fossili sono stati ritrovati in Africa.

## Descrizione
Tutto ciò che si conosce di questo pesce è la parte posteriore del corpo di un unico esemplare, lungo poco più di 7 centimetri. Si suppone che l'esemplare completo fosse lungo circa una ventina di centimetri. Endemichthys era dotato di scaglie lisce e romboidali, e la cresta mediana di scagli ingrandite era confinata nella zona del peduncolo caudale. Il tronco si assottigliava bruscamente poco prima della coda; sia la pinna dorsale che la pinna anale erano in una posizione posteriore, e la prima si originava appena dietro la seconda. Il peduncolo caudale era particolarmente stretto. Endemichthys si differenziava da altri redfieldiiformi del Triassico africano, come Atopocephala e Daedalichthys, nell'estrema posizione posteriore delle pinne dorsale e anale, nell'alto numero di raggi delle pinne e nella presunta mancanza di una linea laterale nella parte posteriore del corpo; questi caratteri, tuttavia, lo avvicinano a un redfieldiiforme del Triassico americano, Cionichthys.

## Classificazione
Endemichthys è un rappresentante dei redfieldiiformi, un gruppo di pesci attinotterigi tipici del Triassico e del Giurassico inferiore. In particolare, Endemichthys sembrerebbe essere un membro derivato del gruppo, affine a Cionichthys del Nordamerica.
Endemichthys likhoeli venne descritto per la prima volta nel 1973, sulla base di un fossile rinvenuto una decina di anni prima nella Cave Sandstone del monte Likhoele, in Lesotho, in terreni risalenti al Triassico superiore. 